# Thomas Grimm (Sportfunktionär)
Thomas Grimm (* 3. April 1959 in Lüscherz) ist ein Schweizer Rechtsanwalt und Sportfunktionär.

## Leben
Grimm wurde 1959 in Lüscherz, Kanton Bern, geboren. Er legte die Matura 1979 in Biel ab. Ein Studium der Rechtswissenschaften an der Universität Bern schloss Grimm 1987 als Rechtsanwalt ab. Er ist verheiratet und wohnt in Zürich.

## Beruf
Von 1987 bis 1989 war Grimm beim Uhrenhersteller ETA SA in Grenchen und 1990 bei SAP tätig. Von 1992 bis 1995 war er bei der UEFA Leiter des Rechtsdienstes. Von 1995 bis 2001 war Grimm tätig beim Sportvermarkter CWL, der später zur Infront Sports & Media fusionierte. Seit 2002 ist er als Inhaber von "Grimm Consulting" selbständiger Berater.

## Sportfunktionär
Von 2007 bis 2009 war Grimm Präsident des Sportvereins BSC Young Boys aus Bern. Im Juni 2009 wählte ihn die Swiss Football League auf einer Generalversammlung in Bern zu ihrem neuen Präsidenten. Nach Auseinandersetzungen um die Transfersperre gegen den FC Sion stellte er sich im November 2011 nicht zur Wiederwahl.
Von 2008 bis 2011 gehörte Grimm folgenden Kommissionen an: Komitee der Swiss Football League (2008 bis 2009), Rechtskommission der FIFA (2009 bis 2011), UEFA Kommission für den Status von Spielern, Transfer und Spielvermittlern und Spielvermittlern (2009–2010), UEFA Kommission für Klubwettbewerbe (2010 bis 2013), EPFL Board of Directors (2010 bis 2011) und Vizepräsident des Schweizerischen Fussballverbandes SFV (2009 bis 2011). Weiter wurde er im Jahre 2013 vom Exekutivkomitee der FIFA zum Vizepräsidenten der FIFA Dispute Resolution Chamber gewählt.
Grimm wurde im Mai 2012 Mitglied im Verwaltungsrat des FC Biel-Bienne, um professionelle Strukturen zu schaffen. Seit April 2018 präsidiert er die Ukrainische Profiliga „UPL“.